# Jorge Esquinca
Jorge Quintana (México DF, 1957)  es un poeta, traductor, ensayista, editor mexicano. Vivió de niño en la provincia mexicana (Irapuato, León) y desde 1968 en Guadalajara, Jalisco. 
Estudió la licenciatura en Ciencias de la Comunicación en el Instituto Tecnológico y de Estudios Superiores de Occidente (ITESO). 
En 1979 ingresó al Taller de Literatura del Departamento de Bellas Artes de Jalisco, coordinado por Elías Nandino. 
En 1982 fundó la editorial independiente Cuarto Menguante.
Entre 1992 y 1995 fue director del Departamento de Literatura de la Secretaría de Cultura de Jalisco y dirigió la colección de libros de poesía "Orígenes”; editó Nostromo, suplemento cultural del periódico Siglo 21; fue columnista de la revista Vuelta, en la que colaboró además con poemas, artículos y traducciones.  
De 2000 a 2010 coordinó las actividades culturales de la Librería José Luis Martínez del Fondo de Cultura Económica en Guadalajara.
En 2012 se estrenó el montaje coreográfico Anímula, creado a partir de sus poemas, bajo la dirección de la bailarina Gabriela Cuevas. 
Ha recibido becas del Ministerio de Cultura de Francia y de la Fundación Civitella Ranieri de Italia. 
Desde 1993 es Miembro del Sistema Nacional de Creadores de Arte.
Durante los últimos treinta años, además de realizar múltiples actividades magisteriales en su país, ha dado lecturas, conferencias, cursos y talleres literarios en Argentina, Ecuador, Estados Unidos, Francia, Italia, Holanda y España. 
Es director del sello Mano Santa Editores, especializado en libros de poesía.
Actualmente vive en San Antonio Tlayacapan, en la ribera del lago de Chapala, Jalisco.

## Premios y Becas
- Premio Poesía Joven de México (segundo lugar) 1982
- Premio de Poesía Aguascalientes. 1990
- Premio Nacional de Traducción de Poesía. 1991
- Beca para Creadores Intelectuales. CNCA-FONCA.1991
- Miembro del Sistema Nacional de Creadores de Arte. 1993
- Miembro del Sistema Nacional de Creadores de Arte. 1997
- Beca de Traductor Residente. Ministerio de Cultura de Francia. 1999
- Beca del Programa de Fomento a la Traducción Literaria. FONCA. 2001
- Miembro del Sistema Nacional de Creadores de Arte. 2003
- Beca de Escritor Residente. Civitella Ranieri Foundation. Italia. 2009
- Miembro del Sistema Nacional de Creadores de Arte. 2009
- Premio Iberoamericano de Poesía Jaime Sabines para Obra Publicada. 2009
- Miembro del Sistema Nacional de Creadores de Arte. 2012
- Miembro del Sistema Nacional de Creadores de Arte. 2016

## Publicaciones
Poesía
- La noche en blanco. Cuarto Menguante. México.1983
- Alianza de los reinos. Fondo de Cultura Económica. México.1988
- Paloma de otros diluvios. Taller Martín Pescador. México. 1990
- El cardo en la voz. Joaquín Mortiz. México. 1991
- La edad del bosque. Universidad Autónoma Metropolitana. México. 1993
- Sol de las cosas. Toque de poesía. México. 1993
- Ejercicio del agua que arde. Antología. Fundación Guberek. Colombia. 1994
- Isla de las manos reunidas. Aldus. México. 1997
- Paso de ciervo. Fondo de Cultura Económica. México. 1998
- La eternidad más breve. Ediciones Oro de la Noche. México. 1999
- Uccello. Filo de Caballos. México. 2001
- Invisible línea visible. Antología personal. Editorial Arlequín. México. 2002
- Vena cava. Editorial Era. México. 2002
- Región 1982-2002. Universidad Nacional Autónoma de México. México. 2004
- Alianza de los reinos. Edición especial en la colección “La Centena”. Verdehalago. CONACULTA. México. 2004
- Uccello. Segunda edición corregida y aumentada. Editorial Bonobos. México. 2005
- Un chardon dans la voix / El cardo en la voz. Edición bilingüe. Traducción al francés de Francoise Roy. Ecrits des Forges / Mantis Editores. Québec. 2007
- Cuaderno para iluminar. Mantis Editores. México. 2008
- Descripción de un brillo azul cobalto. Editorial Pre-Textos. España. 2008
- Descripción de un brillo azul cobalto. Era. Pre-Textos. Gobierno del Estado de Chiapas. México. 2010.
- Anímula. Antología. Selección y nota de Hernán Bravo Varela. Prólogo de Vicente Quirarte. Colección “Clásicos Jaliscienses”. Secretaría de Cultura de Jalisco. México. 2010.
- Descripción de un brillo azul cobalto / Descricao de um brilho azul cobalto. Traducción al portugués de Victor del Franco. Edición bilingüe. Mantis Editores. Conaculta. INBA. México. 2013.
- Teoría del campo unificado. Bonobos. UNAM. México. 2013.
- Houdini contra los médiums. Mano Santa Editores. México. 2014,
- Caja negra con inscripciones. Ediciones Papeles Privados. México. 2015.
- Nostalghia. Una meditación frente a la Madonna del Parto de Piero della Francesca. La Dïéresis Editorial. Ediciones Monte Carmelo. México. 2015.
- Cámara nupcial. Editorial Era. México. 2015
- Description of a flash of cobalt blue / Descripción de un brillo azul cobalto. Edición bilingüe. Traducción al inglés de Dan Bellm. Unicorn Press. EE. UU.. 2015
- Parvadas / Flocks. Edición bilingüe. Traducción al inglés de Rustum Kozein. Mano Santa Editores. México. 2017.
- Cámara nupcial. Editorial Pre-Textos. España. 2017.

Ensayo
- Elogio del libro. Rayuela, diseño editorial. México. 2001
- Nuevo elogio del libro. Rayuela, diseño editorial. México. 2014.
- Breve catálogo de fuerzas. Conjeturas, tentativas, vislumbres. Bonobos Editores/ CONACULTA. México. 2015.
- Nuevo elogio del libro. Universidad Autónoma de Querétaro. Cuadernos de Lectura. México. 2017.
- Las piedras y el arco. Universidad Autónoma de Querétaro. Prosa Nostra. México. 2018

Libros de artista
- Piedra, una fábula. En colaboración con Jan Hendrix. Petra Ediciones. Holanda. 2003
- Habitar el paisaje / Dwelling in the landscape. En colaboración con Humberto Baca. Rayuela, diseño editorial. Secretaría de Cultura de Jalisco. México. 2004.
- Canijos canes. En colaboración con Penélope Downes. LÍA. México. 2013.

Libros para niños
- El rapto de Eloísa. Con ilustraciones de Chiara Carrer. Petra Ediciones. México. 2013.
- Los Músicos de Bremen. Hermanos Grimm. Adaptación de Jorge Esquinca. CONACULTA. 2015.

Libros traducidos
- El canto de los muertos de Pierre Reverdy. UNAM. México. 1992
- La rosa náutica de W.S. Merwin. El Tucán de Virginia. México. 1993
- Emergencias-Resurgencias de Henri Michaux. UNAM. México. 1996
- Nómadas bajo el mismo cielo. Antología de traducciones. Monte Carmelo. México. 1997
- El pulso de las cosas de Henri Michaux. Universidad Iberoamericana. México. 1998
- Rimbaud. La hora de la fuga de Alain Borer. UNAM. México. 1999
- Portador de un libro en la montaña de André du Bouchet. Filo de Caballos. México. 2001
- Las islas. Los misterios de H.D. Filo de caballos. México. 2001
- Poemas de amor de la antigua India. Ediciones de la noche. México. 2002
- Araire. Una antología de André du Bouchet. Editorial Aldus, CONACULTA, Embajada de Francia. México. 2005
- El cuaderno verde de Maurice de Guérin. Ediciones sin nombre. México. 2006
- Poemas de amor de la antigua India. Segunda edición aumentada. Secretaría de Cultura de Michoacán. México. 2006
- Rey de los vientos de Adonis. Universidad Autónoma de Nuevo León. México. 2009
- Poemas de amor de la antigua India. Tercera edición corregida y aumentada. Mano Santa Editores. México. 2012.
- Salmo de la estrella de la mañana de O.V. de Lubicz-Milosz. Bonobos. México. 2015
- Albertine. Rutina de ejercicios de Anne Carson. Vaso Roto. México. 2015.
- Algo como un tragaluz de Jacques Dupin. Universidad Autónoma de Nuevo León. México. 2018.

Poemas en antologías nacionales
- Antología del poema en prosa en México. Selección y estudio preliminar de Luis Ignacio Helguera. Fondo de Cultura Económica. México. 1993.
- Las palabras son puentes. A Octavio Paz en sus ochenta años. Editorial Vuelta. México. 1994.
- La literatura mexicana del siglo XX. Selección y prólogo de José Luis Martínez y Christopher Dormínguez Michael. CNCA. México. 1995.
- La rosa escrita. Selección de Francisco Hernández. Aldus. México. 1996.
- Prístina y última piedra. Poesía latinoamericana presente. Selección de Eduardo Milán y Ernesto Lumbreras. Aldus. México. 1999.
- Los mejores poemas mexicanos. Selección de Francisco Hernández. Editorial Planeta. México. 2005.
- Vientos del siglo. Poetas mexicanos 1950-1982. Antología de Luis Jorge Boone, Margarito Cuéllar, Mario Meléndez y Mijail Lamas. UNAM. México. 2012.
- Antología general de la poesía mexicana. Selección, prólogo y notas de Juan Domingo Argüelles. Editorial Océano. México. 2014.
- Espejo de doble filo. Antología binacional sobre violencia. Colombia-México. Selección de Iván Trejo. Editorial Atrasalante. México. 2014.

Poemas en antologías internacionales
- New Writing from Mexico. Selección de Reginald Gibbons. TriQuarterly books. EE. UU.. 1992.
- Cuatro nuevos poetas mexicanos. Selección de Darío Jaramillo. Golpe de dados. Colombia. 1992.
- Light from a nearby window. Selección de Juvenal Acosta. City Lights. EE. UU.. 1994.
- Poetes Mexicains Contemporains. Selección de Jorge Von Ziegler. Traducción de Emile Martel. Ecrits des forges/Phi/UNAM/Aldus. Canadá. 1996.
- Poesía de México. Selección de Samuel Ortega. Ave del Paraíso. España. 1997.
- Poetry International Festivalbook. Traducciones de Robert L. Jones y K. Michel (Traducciones al inglés y al holandés). Stitching Poetry International. Holanda. 1998.
- Trois continents pour Trois-Riviéres. Ecrits des Forges. Canadá. 1999.
- Las ínsulas extrañas. Selección de José Ángel Valente, Blanca Varela y Eduardo Milán. Galaxia Gutenberg. España. 2002.
- Contemporary World Poetry /México. Tadashi Tsuzumi, Yukata Hosono y Aurelio Asiain, editores. Gendai Mekishiko Shi Shuu, Tokio, Doyobijutsusha Shuppan, 2004.
- The River is Wide. El río es ancho. A bilingual anthology. Selección y traducción de Marlon L. Fick. University of New Mexico Press. EE. UU.. 2005.
- Connecting Lines. New Poetry from Mexico. Luis Cortés Bargalló y Forrest Gander, editores. Sarabande Books. National Endowment for the Arts. EE. UU.. 2006.
- Antología de la poesía mexicana de hoy. Selección, prólogo y notas de Mario Campaña. Editorial Bruguera. España. 2008.
- La poesía del siglo XX en México. Edición de Marco Antonio Campos. Editorial Visor. España. 2009.
- Feathers from the angel’s wing. Poems inspired by the paintings of Piero della Francesca. Edited by Dana Prescott. Persea Books. EE. UU.. 2016.

Libros de divulgación literaria
- Álbum de zoología. Un bestiario de José Emilio Pacheco. Selección y poema-prólogo de Jorge Esquinca. Cuarto Menguante Editores. México. 1985 y 1991. Collages de Alberto Blanco. La misma antología (aumentada) fue publicada por Editorial Era. México. 1998 y 2013. Con dibujos de Francisco Toledo. Hay también una edición en inglés: An Ark for the Next Millenium. Traducción de Margaret Sayers Peden. University of Texas Press. EE. UU.. 1993.
- El azul es el verde que se aleja. Antología poética de Elías Nandino. Selección, prólogo y notas de Jorge Esquinca. Secretaría de Cultura de Jalisco. México. 2008.
- País de sombra y fuego. 34 poetas mexicanos de cara al bicentenario. Selección y prefacio de Jorge Esquinca. Prólogo de José Emilio Pacheco. Maná. Fundación Selva Negra. Universidad de Guadalajara. 2010.
- Arca. Poesía reunida de Guillermo Fernández. Edición y prólogo de Jorge Esquinca. Secretaría de Cultura de Jalisco. México. 2010.
- Éste de Guillermo Fernández. Prólogo de Jorge Esquinca. Fondo de Cultura Económica. Colección Vida y Pensamiento de México. México. 2017.
- Papá es un animal doméstico. Escritores mexicanos hablan de sus papás. Coordinado por Jorge Esquinca y con un prólogo del mismo. Instituto de Cultura de Aguascalientes. México. 2018.

Otros
- Augurios. Grabados de Roberto Márquez y poemas de Jorge Esquinca. Edición de 25 carpetas. Cuarto Menguante Editores. México. 1984.
- El barrio de Malasaña. Grabados de José Luis Cuevas y un poema de Jorge Esquinca. Edición de 60 carpetas. Taller Gráfico Bordes. México. 1987.
- Promesas de inmortalidad. Fotografías de Humberto Muñiz. Presentación de Jorge Esquinca. Secretaría de Cultura de Jalisco. México. 2000.
- Roberto Márquez: Relación de una ausencia. Presentación de Jorge Esquinca. Museo de Arte Moderno. Universidad de Guadalajara. México. 2003.
- Alumbramientos. Reflexiones. Fotografías de Laura Magaña. Presentación de Jorge Esquinca. Fluxus. México. 2003.
- Octavio Paz. La palabra en libertad. Coordinador: Jacques Lafaye. Ensayos de Christopher Domínguez, Agustín Vaca, Jesús Silva-Herzog Márquez, Jorge Esquinca, Charles Malamoud, Fabienne Bradu y Guillermo de la Peña. El Colegio de Jalisco. México. 2013.
- Escribir poesía en México II. Compiladores: Julián Herbert y Santiago Matías. Bonobos. Universidad Autónoma de Nuevo León. México. 2013.
- En esto ver aquello. Octavio Paz y el arte. VVAA. “La búsqueda del agua. Octavio Paz y el surrealismo”, de Jorge Esquinca. CONACULTA. INBA. MPBA. México. 2014.
- En el cauce del sueño. Fotografías de luis/caballo. Texto de Jorge Esquinca “El agua que se canta”. Pandora Impresores. México. 2018.